# Guarda Nacional Croata
A Guarda Nacional Croata (em croata:  Hrvatsko domobranstvo) foi o exército terrestre que fazia parte das forças armadas do Estado Independente da Croácia que existiu durante a Segunda Guerra Mundial.

## Formação
A Guarda Nacional Croata foi fundada em abril de 1941, poucos dias após a fundação do próprio Estado Independente da Croácia (NDH), após o colapso do Reino da Iugoslávia. Isto foi feito com a autorização das autoridades de ocupação alemãs. A tarefa das novas forças armadas croatas era defender o novo estado contra inimigos estrangeiros e internos. 
Seu nome foi tirado da antiga Guarda Nacional Real Croata - a seção croata da Honvéd Real Húngaro componente do Exército Austro-Húngaro.

## Organização

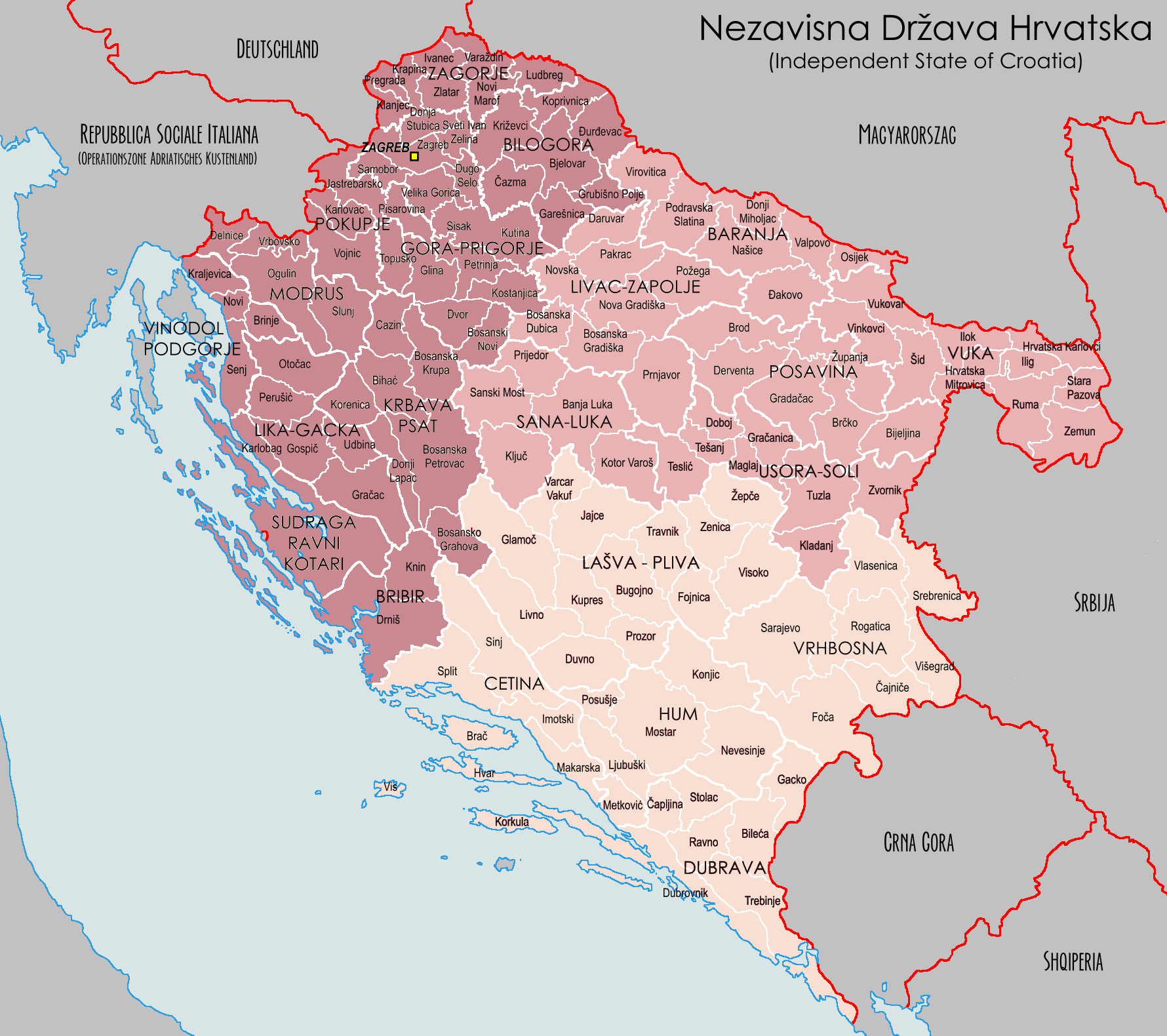
Divisões do Corpo da Guarda Nacional Croata

A Guarda Nacional Croata estava originalmente limitada a 16 batalhões de infantaria e dois esquadrões de cavalaria – 16.000 homens no total. Os 16 batalhões originais logo foram ampliados para 15 regimentos de infantaria de dois batalhões cada entre maio e junho de 1941, organizados em cinco comandos divisionais, cerca de 55.000 homens.  As unidades de apoio incluíam 35 tanques leves ex-iugoslavos devolvidos pela Itália,  quatro batalhões de engenheiros, 10 batalhões de artilharia (equipados com armas capturadas de 105 mm do Exército Real Iugoslavo de origem tcheca), um regimento de cavalaria em Zagreb e um batalhão de cavalaria independente em Sarajevo. Dois batalhões de infantaria motorizados independentes estavam baseados em Zagreb e Sarajevo, respectivamente. 
O incipiente Exército esmagou a revolta dos sérvios no leste da Herzegovina em junho e lutou em julho no leste e oeste da Bósnia. Lutaram novamente no leste da Herzegovina, quando os batalhões croata- dálmatas e eslavos reforçaram as unidades locais. No final de 1941, as forças militares do NDH consistiam em 85.000 guardas nacionais e a força policial nacional em cerca de 6.000. 
Em janeiro de 1942, forçou os guerrilheiros do leste da Bósnia a voltar para Montenegro, mas não conseguiu impedir o seu subsequente avanço para o oeste da Bósnia. Claramente as divisões de infantaria convencionais eram muito pesadas e, assim, em setembro de 1942, foram formadas quatro brigadas de montanha especialmente projetadas (1ª a 4ª); cada um tinha dois regimentos totalizando quatro batalhões de 1.000 homens, companhias montadas e de metralhadoras, um grupo de artilharia de dois canhões, 16 metralhadoras leves e 16 pesadas, e seis morteiros. Dois regimentos voluntários e uma Brigada Móvel da Gendarmaria também foram estabelecidos; mas, em novembro de 1942, os guerrilheiros ocuparam o norte da Bósnia e o Exército só conseguiu controlar as principais cidades e rotas de comunicação, abandonando o campo. 
Durante 1943, foram criadas quatro Brigadas Jager (5ª a 8ª), cada uma com quatro batalhões de 500 homens em dois regimentos e um grupo de artilharia, equipados para terrenos acidentados. A Guarda Nacional atingiu seu tamanho máximo no final de 1943, quando contava com 130 mil homens.
Em 1944, o exército croata tinha 90.000 homens, embora apenas 20.000 fossem tropas de combate da linha de frente, organizadas em três brigadas de montanha, quatro Jager e oito brigadas de guarnição estática, e a 1ª Divisão de Treinamento de Recrutamento. 
A Guarda Nacional Croata também incluía uma força aérea, a Força Aérea do Estado Independente da Croácia (Zrakoplovstvo Nezavisne Države Hrvatske, ou ZNDH), cuja espinha dorsal era fornecida por 500 ex-oficiais da Força Aérea Real Iugoslava e 1.600 suboficiais com 125 aeronaves.  Em 1943, o ZNDH tinha 9.775 homens e estava equipado com 295 aeronaves. 
A pequena Marinha do Estado Independente da Croácia foi limitada por um tratado especial com a Itália Fascista. A Marinha era composta por algumas embarcações ribeirinhas e, a partir de 1943, barcos de patrulha costeira. Após o Armistício Italiano, a Marinha Croata foi ampliada, mas a perda de um aliado enfraqueceu ainda mais o Estado Croata.

### Estrutura de comando
A Guarda Nacional estava sob o comando do Ministério da Guarda Interna Croata, em 1943 renomeado para Ministério das Forças Armadas (MENORES).  Os ministros foram:
| N°                                | Retrato                           | Nome                              | Mandato                           | Mandato                           | Tempo no Cargo                    |
| N°                                | Retrato                           | Nome                              | Posse                             | Desapossamento                    | Tempo no Cargo                    |
| Ministro da Guarda Interna Croata | Ministro da Guarda Interna Croata | Ministro da Guarda Interna Croata | Ministro da Guarda Interna Croata | Ministro da Guarda Interna Croata | Ministro da Guarda Interna Croata |
| --------------------------------- | --------------------------------- | --------------------------------- | --------------------------------- | --------------------------------- | --------------------------------- |
| 1                                 |                                   | Slavko Kvaternik (1878–1947)      | 10 de abril de 1941               | 4 de janeiro de 1943              | 1 ano, 269 dias                   |
| 2                                 |                                   | Ante Pavelić (1889–1959)          | 4 de janeiro de 1943              | 2 de setembro de 1943             | 241 dias                          |
| 3                                 |                                   | Miroslav Navratil (1893–1947)     | 2 de setembro de 1943             | 29 de janeiro de 1944             | 149 dias                          |
| 4                                 |                                   | Ante Vokić (1909–1945)            | 29 de janeiro de 1944             | 30 de agosto de 1944              | 214 dias                          |
| 5                                 |                                   | Nikola Steinfl (1889–1945)        | 30 de agosto de 1944              | 8 de maio de 1945                 | 251 dias                          |

A Guarda Nacional também contava com seu Estado-Maior. Os Chefes do Estado-Maior General incluíam:
| N°                             | Retrato                        | Nome                                | Mandato                        | Mandato                        | Tempo no Cargo                 |
| N°                             | Retrato                        | Nome                                | Posse                          | Desapossamento                 | Tempo no Cargo                 |
| Chefes do Estado-Maior General | Chefes do Estado-Maior General | Chefes do Estado-Maior General      | Chefes do Estado-Maior General | Chefes do Estado-Maior General | Chefes do Estado-Maior General |
| ------------------------------ | ------------------------------ | ----------------------------------- | ------------------------------ | ------------------------------ | ------------------------------ |
| 1                              |                                | General Vladimir Laxa (1870–1945)   | Junho de 1941                  | Agosto de 1942                 | 1 ano, 2 meses                 |
| 2                              |                                | General Ivan Prpić (1887–1967)      | 1942                           | 1943                           | 0–1 ano                        |
| 3                              |                                | General Fedor Dragojlov (1881–1961) | 1943                           | 1944                           | 0–1 ano                        |

## Fraquezas
Apesar de ser a mais bem armada e ter a melhor logística e infraestrutura de todas as formações militares nacionais nos Balcãs da Segunda Guerra Mundial, a Guarda Nacional Croata não conseguiu tornar-se uma força de combate eficiente por uma série de razões.
A razão mais imediata foi a falta de oficiais profissionais. Embora inicialmente um número significativo de oficiais de etnia croata do antigo exército iugoslavo tenha se juntado à Guarda Nacional Croata, a maioria não totalmente voluntariamente, o novo regime fantoche Ustaše não confiava neles. Em vez disso, os postos mais altos foram preenchidos por ex-oficiais austro-húngaros, presumivelmente mais confiáveis. Esses homens eram mais velhos, aposentados e geralmente tinham pouco conhecimento da guerra moderna.  As autoridades do NDH tentaram remediar esta situação formando escolas de oficiais e formando pessoal subalterno em Itália e na Alemanha, mas os efeitos desta política chegaram demasiado tarde para afectar o resultado da guerra.
A outra razão, mais prática, foi a rivalidade entre a Guarda Nacional Croata e a Milícia Ustaše (em croata:  Ustaška vojnica), a formação paramilitar menos numerosa, mas ainda mais confiável. Essas duas formações nunca integraram adequadamente as suas atividades e a Milícia foi gradualmente retirando cada vez mais recursos da Guarda Nacional.
Terceira e, provavelmente, a mais importante razão, o declínio gradual do apoio ao regime Ustaše entre os croatas étnicos, primeiro alimentado pelo abandono da Dalmácia a favor da Itália, depois pela perspectiva de as tropas da Guarda Interna serem utilizadas pelos alemães como bucha de canhão no Frente Oriental – uma repetição da mesma experiência traumática da Primeira Guerra Mundial. Este processo intensificou-se à medida que a perspectiva de as potências do Eixo, e com elas o NDH, perderem a guerra, tornava-se mais certa. A dissidência de Domobrani, sobre as políticas sádicas dos Ustaše, levou à perseguição total, deportação e assassinato de soldados da Guarda Nacional dentro do sistema do campo de concentração de Jasenovac.

## Deserções
Já em 1941, a Guarda Nacional Croata estava a ser infiltrada por grupos de resistência. Os Partisans iugoslavos, que se baseavam numa ideologia não sectária e tinham a condição de Estado croata como pretexto, tiveram mais sucesso em fazer incursões na Guarda Nacional do que os Chetniks dominados pelos sérvios. Um ano depois, isso se manifestou nos comandantes partidários croatas referindo-se à Guarda Nacional como seu "depósito de suprimentos", devido ao seu pessoal ser uma fonte confiável de armas, munições, suprimentos gerais e inteligência.

## Estágios finais

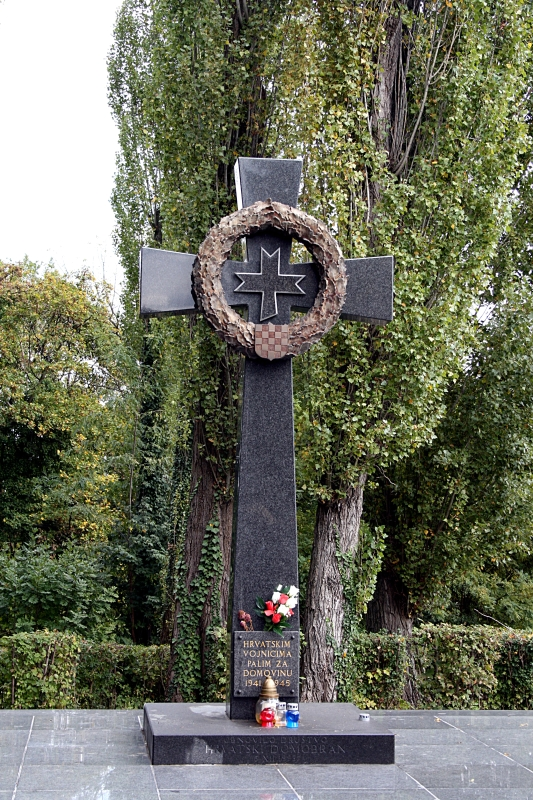
Memorial da Guarda Nacional Croata no cemitério de Mirogoj

Após a capitulação da Itália em Setembro de 1943 e os primeiros carregamentos de ajuda dos Aliados Ocidentais, a situação militar na Jugoslávia começou a mudar ainda mais dramaticamente a favor dos Partidários. Em meados de 1944, muitos membros e unidades da Guarda Nacional começaram a ficar abertamente do lado dos Partidários, levando a alguns casos de deserções em massa que incluíam formações do tamanho de um batalhão, bem como algumas aeronaves ZNDH. Em novembro de 1944, as deserções e deserções, bem como a transferência de tropas para as Brigadas Ustashe ou para as 369ª, 373ª e 392ª divisões de legionários (divisões de infantaria da Wehrmacht com tropas croatas sob um quadro de oficiais alemães)  foram reduzidas. o tamanho da Guarda Nacional Croata para 70.000 homens,  abaixo do seu pico de 130.000 em 1943.

## Fusão nas Forças Armadas Croatas
O governo do NDH, sob forte pressão alemã, reagiu integrando formalmente a Guarda Nacional Croata e a Milícia Ustasha. Foram nomeados oficiais novos e mais fiáveis e foram introduzidas medidas draconianas para aumentar a disciplina e evitar novas deserções. Como resultado, em maio de 1945, as forças armadas do NDH totalizavam 200.000 homens.
O exército do Estado Independente da Croácia foi organizado em novembro de 1944 para combinar as unidades da Ustaše e da Guarda Nacional Croata em 18 divisões, compreendendo 13 divisões de infantaria, duas de montanha, duas de assalto e uma de substituição croata, cada uma com sua própria artilharia orgânica e outras unidades de apoio. Existiam também diversas unidades blindadas, equipadas no final de 1944 com 20 tanques médios Pz III N e 15 Pz IV F e H.  Desde o início de 1945, as divisões croatas foram alocadas em vários corpos alemães e em março de 1945 controlavam a Frente Sul.  Protegendo as áreas de retaguarda estavam cerca de 32.000 homens da Gendarmaria Croata ( Hrvatsko Oruznistvo ), organizados em cinco regimentos policiais voluntários mais 15 batalhões independentes, equipados com armas de infantaria leve padrão, incluindo morteiros. 
A Força Aérea do Estado Independente da Croácia e as unidades da Legião da Força Aérea Croata (Hrvatska Zrakoplovna Legija, ou HZL), que retornaram do serviço na Frente Oriental, forneceram algum nível de apoio aéreo (ataque, caça e transporte) até Maio de 1945, encontrando e às vezes derrotando aeronaves adversárias da Força Aérea Real Britânica, da Força Aérea do Exército dos Estados Unidos e da Força Aérea Soviética. Embora 1944 tenha sido um ano catastrófico para o ZNDH, com perdas de aeronaves totalizando 234, principalmente em terra, entrou em 1945 com 196 aviões. Outras entregas de novas aeronaves da Alemanha continuaram nos primeiros meses de 1945 para substituir as perdas. Abril de 1945 viu as entregas finais de caças alemães Messerschmitt 109 G e K atualizados  e o ZNDH ainda tinha 176 aeronaves em sua força em abril de 1945. 
No final de março de 1945, era óbvio para o comando do exército croata que, embora a frente permanecesse intacta, acabaria por ser derrotada por pura falta de munições. Por esta razão, foi tomada a decisão de recuar para a Áustria, a fim de se render às forças britânicas que avançavam para norte a partir de Itália. 
Em maio de 1945, após a ofensiva partidária final e o colapso do NDH, as unidades restantes da Guarda Nacional juntaram-se a outras forças do Eixo e refugiados civis na última tentativa desesperada de procurar abrigo entre os Aliados Ocidentais. Isso resultou em muitos Guardas Domésticos se tornando vítimas das repatriações de Bleiburg, durante as quais os Partidários vitoriosos mostraram pouca piedade ou mesmo tendência a tratar os Guardas Domésticos capturados separadamente dos Ustashas capturados. Os guardas nacionais que sobreviveram à provação, bem como os membros das suas famílias, foram tratados na sua maioria como cidadãos de segunda classe na Iugoslávia de Tito, embora houvesse algumas excepções, principalmente com o lendário locutor desportivo Mladen Delić. Em 1945, os guerrilheiros também destruíram o cemitério central da Guarda Nacional no Cemitério Mirogoj de Zagreb. 

## Uniformes e insígnias de classificação

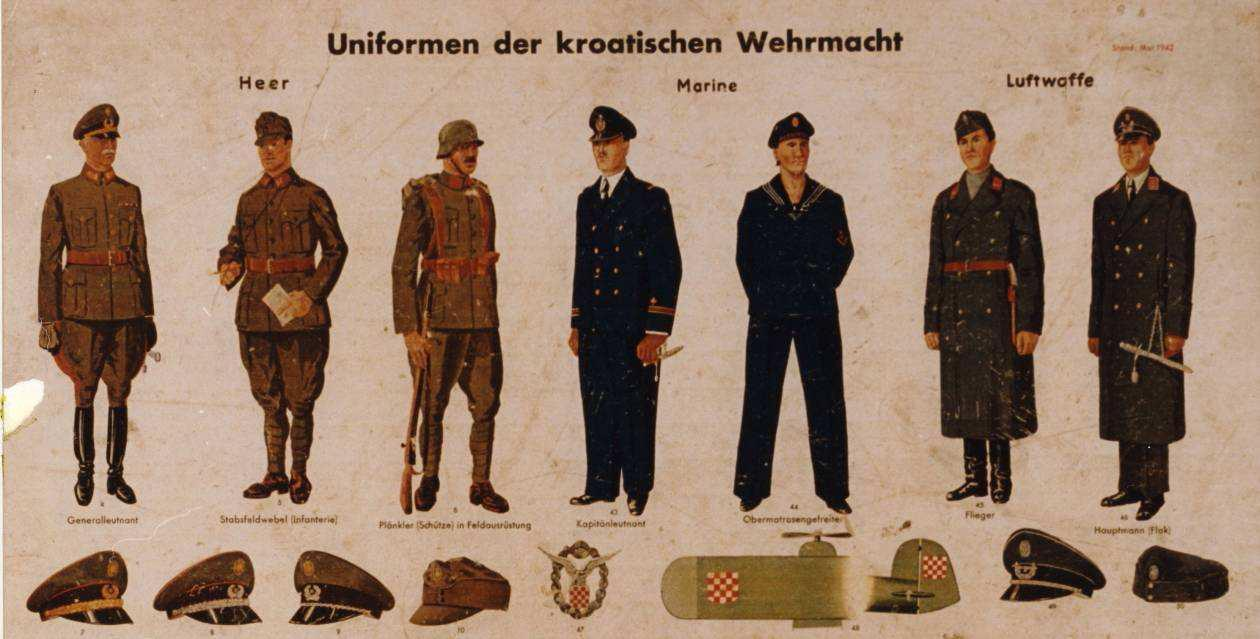
Uniformes da Guarda Nacional Croata. Da esquerda para a direita: Exército propriamente dito, Marinha, Força Aérea.

| Collar Insignia            | Rank                                                  | Translation                                                      |
| -------------------------- | ----------------------------------------------------- | ---------------------------------------------------------------- |
|                            | Vojskovođa                                            | Marechal de campo                                                |
|                            | General PješaštvaGeneral TopništvaGeneral Konjaništva | General de Infantaria General de Artilharia General de Cavalaria |
|                            | Podmaršal                                             | Tenente-general                                                  |
|                            | General                                               | Major-general                                                    |
|                            | Pukovnik                                              | Coronel                                                          |
|                            | Podpukovnik                                           | Tenente-coronel                                                  |
|                            | Bojnik                                                | Major                                                            |
|                            | Nadsatnik                                             | Capitão sênior                                                   |
|                            | Satnik                                                | Capitão                                                          |
|                            | Natporučnik                                           | Tenente                                                          |
|                            | Poručnik                                              | Segundo-tenente                                                  |
|                            | Zastavnik                                             | Subtenente 1                                                     |
|                            | Časnički namjesnik                                    | Subtenente 2                                                     |
|                            | Stožerni Narednik                                     | Sargento-mor                                                     |
|                            | Narednik                                              | Sargento                                                         |
|                            | Vodnik                                                | Sargento lanceiro                                                |
|                            | Razvodnik                                             | Cabo                                                             |
|                            | Desetnik                                              | Anspeçada                                                        |
|                            | Domobran                                              | Guarda Nacional (Recruta)                                        |
| Fonte: Uniforminsignia.org |                                                       |                                                                  |

## Guarda Nacional na Croácia Moderna

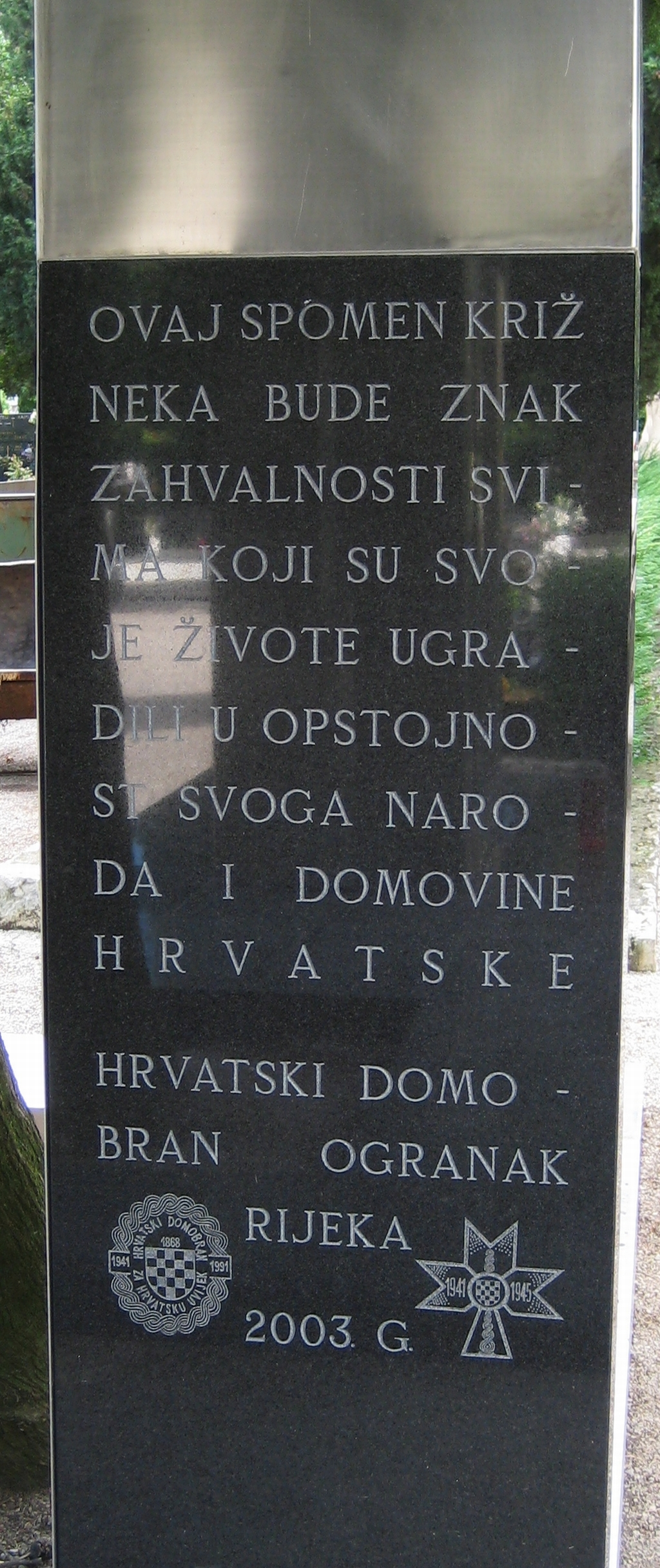
Memorial inaugurado em Trsat em 2003

À medida que a Croácia conquistou a independência durante as guerras iugoslavas, o novo governo sob a presidência de Franjo Tuđman iniciou o processo de reconstrução da histórica Guarda Nacional.
A reabilitação dos Guardas Nacionais apenas se reflecte no facto de os Guardas Nacionais sobreviventes receberem pensões e outros benefícios do Estado. Os guardas internos desativados durante a guerra receberam reconhecimento estatal em 1992, equivalente aos veteranos partidários.  A Guarda Nacional também recebeu o reconhecimento do governo por ajudar a estabelecer a República Democrática da Croácia.  Não houve nenhum revisionismo histórico oficial sobre o seu papel na Segunda Guerra Mundial, e a medida de concessão de pensões é vista apenas como uma medida de segurança social porque a maioria dos membros sobreviventes não conseguiram sustentar-se sob o regime comunista, não sendo capazes de ganhar emprego, etc
Os regimentos do Exército Croata baseados localmente foram nomeados Regimentos da Guarda Nacional (Domobranska pukovnija). Foram criados pela primeira vez em 24 de dezembro de 1991, durante a Guerra da Independência da Croácia, e deixaram de existir numa reorganização de 2003. 